# Simmons-Gletscher
Der Simmons-Gletscher ist ein Gletscher mit nördlicher Fließrichtung im westantarktischen Marie-Byrd-Land. Er entwässert zwischen Mount Isherwood und Mount Strange den östlichen Teil der Kohler Range.
Der United States Geological Survey kartierte ihn anhand eigener Vermessungen und Luftaufnahmen der United States Navy aus den Jahren von 1959 bis 1966. Das Advisory Committee on Antarctic Names benannte ihn 1976 nach Harry S. Simmons, einem Assistenten des Repräsentanten des United States Antarctic Research Program im neuseeländischen Christchurch in vier antarktischen Sommerkampagnen zwischen 1969 und 1973, der in dieser Funktion 1971 und 1973 Antarktika besuchte.